# ماريون هانسيل
ماريون هانسيل (بالفرنسية: Marion Hänsel)‏ (و. 1949  م) هي مخرجة أفلام، ومنتجة أفلام، وكاتبة سيناريو، وممثلة أفلام بلجيكية، ولدت في مارسيليا.

## جوائز
حصلت على جوائز منها:

الميرا الذهبية ‏ (2004)

## وصلات خارجية
- ماريون هانسيل على موقع IMDb (الإنجليزية)
- ماريون هانسيل على موقع قاعدة بيانات الأفلام العربية
- ماريون هانسيل على موقع ألو سيني (الفرنسية)
- ماريون هانسيل على موقع أول موفي (الإنجليزية)
- ماريون هانسيل على موقع قاعدة بيانات الأفلام السويدية (السويدية)
- ماريون هانسيل على موقع قاعدة بيانات الفيلم (الإنجليزية)
- ماريون هانسيل على موقع كينوبويسك (الروسية)